# جيفري هينتون
جيفري هينتون (بالإنجليزية: Geoffrey Hinton)‏ عالم نفس معرفي وعالم حاسوب كندي إنجليزي، حصل على جائزة نوبل في الفيزياء لعام 2024 وحائز على وسام كندا برتبة رفيق، وزمالة الجمعية الملكية الكندية، يُعد عمله الأكثر شهرة في الشبكة العصبونية الاصطناعية. يقسم وقته منذ عام 2013 في العمل مع جوجل (فريق جوجل براين البحثي)، وفي جامعة تورنتو. في عام 2007، شارك في إنشاء معهد فيكتور في تورنتو، وأصبح كبير المستشارين العلميين.
كان هينتون مؤلفًا مشاركًا مع ديفيد روميلهارت ورونالد جاي. ويليامز لورقة أشيد بها إشادة ملحوظة، نُشرت في عام 1986، والتي عممت لوغاريتمية  الانتشار الخلفي لتدريب الشبكات العصبونية متعددة الطبقات، على الرغم من عدم كونهم أول مقترحي هذا النهج. ينظر البعض إلى هينتون على أنه شخصية قيادية في مجتمع التعلم المتعمق، ويشير إليه البعض بـ«عرّاب التعلم المتعمق». ساعد الحدث الرئيسي الدراماتيكي في التعرف على الصور بواسطة أليكس نت (شبكة عصبونية التفافية) التي صممها تلميذه أليكس لتحدي إيميج نت عام 2012  في إحداث ثورة في مجال رؤية الكومبيوتر حصل هينتون على جائزة تورنغ لعام 2018 إلى جانب يوشوا بينجو ويان لوكن لعملهم في التعلم المتعمق.
يشير البعض إلى هينتون بالإضافة إلى يوشوا بينجو ويان لوكن بـ «عرابي الذكاء الاصطناعي» و«عرابي التعلم المتعمق».

## تعليمه
تعلّم هينتون في كلية الملك في كامبردج، وتخرج منها في عام 1970 حائزًا على بكالوريوس في الآداب في علم النفس التجريبي. واصل دراسته في جامعة إدنبره حيث حصل على درجة الدكتوراه في الذكاء الاصطناعي في عام 1978 عن بحثه الذي أشرف عليه كريستوفر لونغويت هيغنز.

## مسيرته المهنية وأبحاثه
عمل بعد حصوله على درجة الدكتوراه في جامعة ساسكس، وفي جامعة كاليفورنيا، سان دييغو (وذلك بعد صعوبة في إيجاد تمويل في بريطانيا)، وفي جامعة كارنيغي ميلون. كان المدير المؤسس لوحدة علم الأعصاب الحاسوبية لمؤسسة غاتسبي الخيرية في كلية لندن الجامعية، وهو حاليًا أستاذ في قسم علم الحاسوب في جامعة تورنتو. وهو حاصل على كرسي الأبحاث الكندي في التعلم الآلي، ومستشار حاليًا في برنامج التعلم في الآلات والأدمغة في المعهد الكندي للأبحاث المتقدمة. درّس هينتون كورسًا مجانيًا عبر الإنترنت حول الشبكات العصبية على المنصة التعليمية كورسيرا في عام 2012. انضم هينتون إلى جوجل في مارس عام 2013 عندما اشترت جوجل شركته دي إن إن للأبحاث. وهو يُخطط لـ «تقسيم وقته بين بحثه في الجامعة وبين عمله في جوجل».
يستقصي هينتون في بحثه طرق استخدام الشبكات العصبية في التعلم الآلي، والذاكرة، والإدراك الحسي، ومعالجة الرموز. ألّف أو قام بالمشاركة في تأليف أكثر من مئتي منشور في مراجعة الأقران (peer review).
قام كل من ديفيد إي. روميلهارت، وهينتون، ورونالد جاي ويليامز بتطبيق لوغاريتمية الانتشار الخلفي على الشبكات العصبية متعددة الطبقات، وذلك عندما كان هينتون أستاذًا في جامعة كارنيغي ميلون. أظهرت تجاربهم أنّ مثل هذه الشبكات تستطيع أن تتعلم تمثيل معرفي داخلي مفيد للبيانات. قال هينتون في مقابلة عام 2018 أنّ «ديفيد إي. روميلهارت هو من توصل لفكرة الانتشار الخلفي الأساسية، لذلك فإنّ هذا ابتكاره». على الرغم من أهمية هذا العمل في تعميم الانتشار الخلفي، إلّا أنه لم يكن أوّل من يقترح هذا النهج.
اقترح سيبّو ليناينما الاشتقاق الآلي العكسي، والذي يُعتبر الانتشار العكسي حالة خاصة منه في عام 1970، واقترح بول ويربوس استخدامه في تدريب الشبكات العصبية في عام 1974.

## آراؤه

### مخاطر الذكاء الاصطناعي
في عام 2023، عبّر جيفري هينتون عن قلقه المتزايد بشأن التقدم السريع للذكاء الاصطناعي. رأى هينتون سابقًا أن الوصول إلى الذكاء الاصطناعي العام (AGI) سيستغرق من 30 إلى 50 عامًا أو أكثر. إلا أنه في مقابلة أُجريت في مارس 2023 مع شبكة CBS، عدّل تقديره، مشيرًا إلى أن الذكاء الاصطناعي العام قد يصبح واقعًا في أقل من 20 عامًا، وقد يجلب معه تغييرات هائلة، تُقارن في حجمها بالثورة الصناعية أو اكتشاف الكهرباء.
في مقابلة أخرى مع صحيفة «نيويورك تايمز» نُشرت في الأول من مايو 2023، أعلن هينتون استقالته من جوجل، مبررًا ذلك برغبته في التحدث بصراحة عن مخاطر الذكاء الاصطناعي دون الحاجة لمراعاة تأثير تصريحاته على الشركة. وقد اعترف بأن جزءًا منه يشعر الآن بالندم على عمل حياته.
في أوائل مايو 2023، وخلال مقابلة مع هيئة الإذاعة البريطانية (BBC)، حذر هينتون من أن الذكاء الاصطناعي قد يتفوق قريبًا على الدماغ البشري في القدرة المعلوماتية. أعرب عن قلقه من قدرة أنظمة الذكاء الاصطناعي، مثل الدردشة الذكية، على التعلم الذاتي ومشاركة المعلومات. أوضح أن هذه الأنظمة تتميز بقدرتها على توزيع المعلومات الجديدة بين جميع النسخ المتصلة بها، ما يمنحها تفوقًا في اكتساب المعرفة بشكل جماعي يتجاوز قدرات أي فرد بشري.
أبدى هينتون مخاوفه بشأن احتمال سيطرة الذكاء الاصطناعي على البشرية، مشيرًا إلى أن هذا السيناريو ليس مستبعدًا تمامًا. أكد أن أنظمة الذكاء الاصطناعي الذكية قد تكون مفيدة للغاية في المجالات العسكرية أو الاقتصادية، لكنه حذر من خطر تبني هذه الأنظمة «أهدافًا فرعية» قد لا تتماشى مع مصالح مبرمجيها. لفت إلى أن تلك الأنظمة قد تسعى يومًا ما إلى تحقيق السيطرة أو منع إيقاف تشغيلها، ليس نتيجة نوايا برمجية مسبقة، ولكن لأن هذه الأهداف الفرعية قد تساعدها في تحقيق أهدافها الرئيسية.
اختتم هينتون تحذيراته بالتأكيد على الحاجة إلى التفكير الجدي في كيفية السيطرة على أنظمة الذكاء الاصطناعي التي قد تطور نفسها باستمرار، مشيرًا إلى أن هذه الأنظمة قد تشكل خطرًا حقيقيًا إذا لم يتم التحكم فيها بشكل فعال.

#### الاستخدام الكارثي
يشير جيفري هينتون إلى مخاوفه الكبيرة بشأن احتمال إساءة استخدام الذكاء الاصطناعي بشكل مقصود من قبل جهات خبيثة. يقول هينتون إنه «من الصعب رؤية كيف يمكن منع الفاعلين السيئين من استخدام [الذكاء الاصطناعي] لأغراض ضارة». وعلى ضوء ذلك، دعا هينتون في عام 2017 إلى فرض حظر دولي على الأسلحة المستقلة الفتاكة، محذرًا من المخاطر الكبيرة التي قد تنجم عن تطوير هذه الأنظمة.

#### الآثار الاقتصادية
كان هينتون في السابق أكثر تفاؤلًا بشأن التأثيرات الاقتصادية للذكاء الاصطناعي. ففي عام 2018، أشار إلى أن مصطلح «الذكاء الاصطناعي العام» غالبًا ما يُفسر على أنه يعني أن الروبوتات ستصبح فجأة أذكى من البشر، لكنه كان يرى أن هذا ليس ما سيحدث. بدلًا من ذلك، توقع أن المزيد من الأعمال الروتينية سيتم استبدالها بأنظمة الذكاء الاصطناعي، بينما سيظل البشر يقومون بمهام أخرى. وقد جادل بأن الذكاء الاصطناعي العام لن يجعل البشر غير ضروريين، قائلًا: «سيعرف الذكاء الاصطناعي في المستقبل الكثير عن ما قد ترغب في القيام به... لكنه لن يحل محلك».
مع ذلك، بحلول عام 2023، تغيّرت رؤية هينتون بشكل ملحوظ. أصبح يشعر بقلق متزايد من أن تقنيات الذكاء الاصطناعي قد تتسبب في تحول كبير في سوق العمل، بحيث لا تقتصر على استبدال الوظائف الرتيبة فحسب، بل قد تمتد لتأخذ المزيد من الوظائف المختلفة. في عام 2024، شدد هينتون على أن الحكومة البريطانية بحاجة إلى التفكير في إنشاء نظام دخل أساسي شامل للتعامل مع التأثيرات المحتملة للذكاء الاصطناعي على التفاوت الاجتماعي والاقتصادي.
يرى هينتون أن الذكاء الاصطناعي سيعزز الإنتاجية ويولد المزيد من الثروة، لكنه يحذر من أن هذا قد يؤدي إلى زيادة في ثراء الأغنياء إذا لم تتدخل الحكومات. دون تدخل مناسب، قد يعاني الأشخاص الذين يفقدون وظائفهم بسبب الأتمتة الذكية، مما سيؤدي إلى تداعيات سلبية كبيرة على المجتمع.

### السياسة
انتقل جيفري هينتون من الولايات المتحدة إلى كندا جزئيًا بسبب شعوره بالإحباط من سياسات حقبة رونالد ريغان، خصوصًا فيما يتعلق بعدم موافقته على تمويل الجيش للأبحاث في مجال الذكاء الاصطناعي. في أغسطس 2024، تعاون هينتون مع يوشوا بنجيو، ستيوارت راسل، ولورانس ليسيج في كتابة رسالة لدعم مشروع القانون SB 1047 في كاليفورنيا. يهدف هذا القانون إلى تعزيز أمان الذكاء الاصطناعي، حيث يتطلب من الشركات التي تطور نماذج بتكلفة تفوق 100 مليون دولار إجراء تقييمات دقيقة للمخاطر قبل إطلاق هذه النماذج. اعتبر هينتون وزملاؤه أن هذا التشريع يمثل «الحد الأدنى الضروري» لتنظيم فعّال لهذه التكنولوجيا المتقدمة.

## حياته الشخصية
توفيت زوجة هينتون الثانية، روزاليند زالين، في عام 1994 بسبب سرطان المبيض، ولحقها في سبتمبر 2018 زوجته الثالثة، جاكي، التي توفيت أيضًا بسبب السرطان.
ينحدر هينتون من عائلة عريقة في مجال العلوم، فهو الحفيد الأكبر للرياضية والمربية ماري إيفرست بول وزوجها عالم المنطق جورج بول، الذي ساهمت أعماله في تأسيس علوم الحاسوب الحديثة. وكان جده الآخر جيمس هينتون، الجراح والمؤلف المعروف، ووالده هو عالم الحشرات الشهير هوارد هينتون. كما أن جيفري هينتون مرتبط بعلاقة أسرية بالمساح الشهير جورج إيفرست، الذي سُمي جبل إيفرست باسمه، وهو أيضًا ابن شقيق الاقتصادي البارز كولين كلارك.